# Ljósufjöll (bergskedja)
Ljósufjöll är en bergskedja i republiken Island. Den ligger i regionen Västlandet, 90 km norr om huvudstaden Reykjavík.
Ljósufjöll sträcker sig 25,8 km i öst-västlig riktning. Den högsta punkten är 1 052 meter över havet.
Topografiskt ingår följande toppar i Ljósufjöll:
- Botna-Skyrtunna
- Drápuhlíðarfjall
- Einbúi
- Grímsfjall
- Hafrafell
- Hafursfell
- Hestur
- Hreggnasi
- Hörgsholtshraun
- Jötunsfell
- Kárafell
- Kerlingarfjall
- Nónhnúkur
- Rauðakúla
- Rauðakúla
- Rauðamelsfjall
- Rófuborg
- Sandfell
- Seljafell
- Skyrtunna
- Þrífjöll
- Urðarfell
- Valabjörg
- Örlygsstaðahnúkar